# Bogud

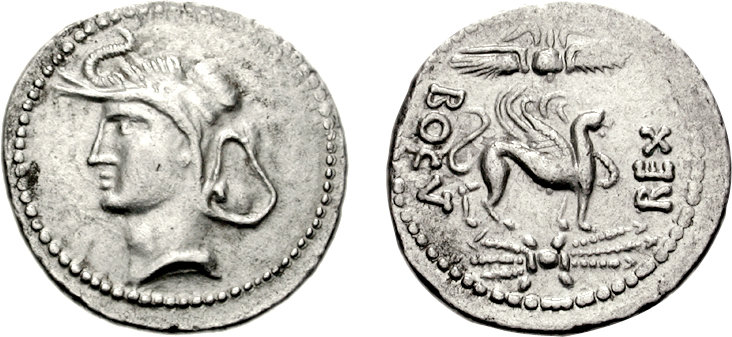
Monedas usadas durante el reinado de Bogud.

Bogud fue un rey amazig del reino de Mauritania entre los años 49 a. C. y 38 a. C.
Hijo de Boco I, a la muerte de su padre recibió una parte de Mauritania, la correspondiente al oeste del río Muluya, mientras su hermano Boco II recibía el resto.
Ambos hermanos fueron aliados de Julio César en la segunda guerra civil, atacando a Juba I de Numidia, aliado de Pompeyo. Bogud capturó la ciudad de Cirta, forzando a Juba a volver a casa con su ejército, abandonando a los pompeyanos.
En la victoria de César sobre las fuerzas pompeyanas dirigidas por Quinto Cecilio Metelo Escipión en la batalla de Tapso (en las costa del moderno Túnez) en 46 a. C., Boco obtuvo el control de la mayoría de Numidia de Juba. Bogud también participó en la batalla de Munda, lanzando un importante ataque sobre la retaguardia del ejército pompeyano, que provocó la confusión de sus fuerzas.
En cambio en la cuarta guerra civil, los dos hermanos lucharon en bandos opuestos. Bogud apoyó a Marco Antonio, mientras su hermano se inclinó hacia Augusto.
Se casó con Eunoe, quien parece ser fue una de las amantes de César. 
En 38 a. C., mientras estaba en campaña en Hispania, Boco se apoderó de su reino y le obligó a huir junto a Marco Antonio. Mauritania quedó de nuevo unificada, bajo el gobierno de Boco, con la aprobación de Octavio.